# Патнэм, Линда
Ли́нда Па́тнэм (англ. Linda Lee Putnam) – американский исследователь, теоретик в области организационной коммуникации.

## Биография

### Образование
- В 1967 году Линда Патнэм окончила Университет Хардин-Симмонс по специальности речевая коммуникация.
- В 1968 году обучалась по магистерской программе в Висконсинском университете в Мэдисоне.
- В 1977 году получила степень доктора философии, пройдя докторскую программу в Миннесотском университете [1].

### Карьера
- Осень 1976 г. – преподавала в Миннесотском университете.
- Весна 1984 г. – преподавала в Институте исследования коммуникации при Стэнфордском университете, а также в бизнес-школе при Калифорнийском университете.
- В 1977 – 1993 гг. была преподавателем кафедры организационной коммуникации университета Пердью.
- Весна 1992 г. – работала над проектом Harvard Negotiation Project при Гарвардской школе права.
- 1993 – 1998 гг. – возглавляла отделение коммуникации Техасского университета.
- 1998 – 2003 гг. – руководила программой по конфликтам и переговорам в Школе государственного управления и государственной службы им. Дж. Буша при Сельскохозяйственном и политехническом университете Техаса.
- 1998 – 2005 гг. – возглавляла отделение коммуникации Сельскохозяйственного и политехнического университета Техаса.
- 2006 – 2007 гг.  – регент-профессор в Техасском университете A&M; была вознаграждена за выдающиеся результаты исследовательской деятельности и преподавание.
- С 2007 г. является профессором отделения коммуникации Калифорнийского университета в Санта-Барбаре.
- В 2010 году возглавила отделение коммуникации [1].

## Круг научных интересов
- организационная коммуникация;
- переговоры и управление конфликтами;
- организационный дискурс;
- гендерные исследования в организациях;
- качественные методы исследования организационной коммуникации [2].

	На раннем этапе своей научной деятельности Линда Патнэм исследовала коммуникационные стратегии и тактики ведения диалога учителем. Также ею рассматривался феномен аргументации в контексте организационных переговоров. 
	В последнее время исследования доктора Патнэм сконцентрированы на изучении переговоров в организациях, а также методов регуляции действий участников переговоров. Интерес Линды Патнэм к переговорам был обусловлен темой её дипломного проекта, которая также была посвящена коммуникации. Линда рассказывает: «В определённом смысле этот опыт меня «травмировал». Я даже не предполагала, что в переговорах будет настолько сложно достичь соглашения. Но этот процесс меня заинтриговал, я начала задумываться над тем, как его можно усовершенствовать. Я изучила «теорию игры» и межличностный конфликт и решила сосредоточить своё внимание именно на переговорах» .
	Особый интерес для Патнэм представляет гендерный аспект организационной коммуникации. Линда занимается изучением стиля работы женщин-менеджеров, в частности тех подходов, которые они используют при ведении переговоров. Результаты её гендерных исследований способствовали переосмыслению традиционных теорий организационной коммуникации.
	Последнее исследование доктора Патнэм направлено на рассмотрение конфликта в рамках межпартийного диспута, предметом которого является состояние окружающей среды. Источниками финансирования данного проекта явились гранты Национального научного фонда, Агентства по охране окружающей среды, а также Фонда Уильяма и Флоры Хьюлетт. На презентацию доклада были приглашены заинтересованные представители из Бразилии, Дании, Мексики, Германии, Нидерландов, Кореи и Австралии .
	В настоящее время, помимо работы в университете, Патнэм преподаёт курсы по организационной коммуникации,  где обучает корпоративных руководителей навыкам ведения переговоров. Она работала с такими компаниями, как Procter & Gamble: проводила тренинги по навыкам ведения переговоров руководителей с представителями профсоюзов. Подобные тренинги она проводила и для персонала больниц и больничных ассоциаций. 
	Линда известна в области организационной коммуникации благодаря своим работам. Они издала много статей и книг. Она была одним из редакторов книги редактирование «Коммуникации и переговоры» (1992) (совместно с Майклом Ролоффом), соавтором в статье «Исследование коммуникации», посвящённой роли коммуникации на переговорах (1982), а также посвятили свою статью противоречиям в традиционных подходах к переговорам, которая была опубликована в «Журнале переговоров» (1994).

## Основные идеи

#### Организация переговоров
Для внутриорганизационных переговоров Линда предлагает стандартный алгоритм подготовки:
1. Переговорщику необходимо понять суть основных проблем и способы их формулировки. Результаты исследования указывают на то, что наличие нескольких вариантов интерпретации ситуации повышает вероятность успеха.
2. Следующий этап – это расстановка приоритетов в интересах и потребностях каждой из сторон переговоров. Перед началом переговоров необходимо проконсультироваться с другими членами организации. В процессе взаимодействия вы сможете лучше понять суть проблемы.
3. Далее следует анализ другого участника переговоров, который может быть менеджером более высокого звена или менеджером другого отдела. Вам необходимо понимать их потребности и интересы и уметь определить проблему именно с их точки зрения.
4. Завершающим этапом подготовки является определение полномочий оппонента. Необходимо, например, решить вопросы о том, могут ли представители другой стороны принимать решение на месте.

#### Качества и навыки переговорщиков
Линда определила те навыки ведения переговоров, которые важны в любом контексте.
По мнению Патнэм, самыми важными навыками переговорщика являются навыки рефрейминга. Рефрейминг – это умение комбинировать элементы ситуации для получения нового, более приемлемого видения проблем. Такой вид навыков позволяет креативно мыслить в процессе переговоров. 
Другая группа навыков представлена умением задавать вопросы, допускающие неограниченное число возможных ответов. Линда считает, что именно такие вопросы позволяют выйти за рамки проблемы. 
Умение задавать вопросы должно быть дополнено коммуникативными навыками. Линда Патнэм отмечает, что особую значимость имеет умение услышать то, что осталось недосказанным: «Важно уметь активно слушать. Вы слышите то, что не было сказано, и начинаете понимать, что могут значить услышанные слова; это помогает действовать на уровне значения и интерпретации, а не только на уровне языка». 
Особую значимость имеют навыки убеждения: переговорщик должен уметь формулировать свою позицию, аргументировать её и понимать ценности и позицию другого человека.

#### Роль взаимоотношений в переговорах
Линда Патнэм считает, что взаимоотношения между участниками переговоров во многом определяют успех их ведения. Доверие, власть оказывают существенное влияние на переговоры, но слишком часто все это выпадает из фокуса внимания. Независимо от того, насколько опытны переговорщики, или насколько идеально организован процесс переговоров, их результаты подвержены влиянию проблем, связанных с взаимоотношениями участников. 

#### Условия успешных переговоров
Если в ходе переговоров высок уровень конфликта, участники должны изменить способ их ведения. Зачастую в ходе переговоров стороны по-разному определяют конфликт, т.е. у них у всех разное представление о предмете конфликта. Они обвиняют в конфликте другого участника, но не имеют на это никакого права. Если участники хотят достичь взаимовыгодного соглашения, их действия должны быть направлены на сохранение взаимоотношений. В успешных переговорах участники чувствуют свою общую ответственность за проблему. Участники должны формулировать проблему так, чтобы учесть и свою точку зрения, и точку зрения других участников».
Когда участники непоследовательны в своём поведении, когда отсутствует стандарт доверия, у оппонентов появляется ощущение, что переговоры посвящены совершенно другому вопросу, а не тем, которые стоят на повестке дня. По мнению Патнэм, скрытые мотивы участников переговоров должны быть элиминированы.

#### Факторы, затрудняющие ведение переговоров
- Латентный или периодически повторяющийся конфликт

Последствия прошлых конфликтов могут отразиться на текущих переговорах. Когда сотрудники стараются прийти к общему мнению о совместной политике, начинают проявляться последствия прошлых конфликтов. В этом случае необходима новая форма построения команды и новое понимание того, как можно построить сотруднические взаимоотношения на прочной основе. Участники должны проявить толерантность к мнению друг друга и на время забыть о своей истории конфликта, в противном случае понадобится серьёзное вмешательство.
- Многочисленность участников переговоров

Когда в переговорах слишком много заинтересованных лиц, поиск наиболее оптимального варианта затрудняется. 
Когда переговоры заходят в тупик, крайне важен период «остывания». Если участники хотят возобновить переговоры спустя некоторое время, то необходимо использовать определённые технические приёмы:
1. изменение формулировки проблемы;
2. определение значимости проблемы для организации в целом;
3. выбор сотрудников, участие которых необходимо при ведении переговоров.

Если период «остывания» и предпринятые меры не принесли никаких результатов, возможно, понадобится вмешательство третьей стороны. Линда считает, что к этому можно прибегнуть лишь в крайнем случае. Обращение с проблемой к менеджеру более высокому уровню не всегда будет эффективным. Менеджер более высокого звена слишком занят; у него нет четкого представления о сути проблемы, и они не слишком компетентны в том, чтобы разрешить конфликт. 
Однако Линда отмечает, что, в случае конфликта, оппонентам может помочь сотрудник HR-отдела. В настоящее время активизируется роль этого отдела в сфере посредничества, управления конфликтом и других конструктивных способов разрешения проблем, возникающих между служащими.

#### Гендерные особенности ведения переговоров
По мнению Линды Патнэм, существующие на сегодняшний день модели ведения переговоров лишь частично отражают поведение женщин в этом процессе. Линда считает необходимым пересмотреть традиционные модели ведения переговоров с учётом гендерных особенностей. В книги «Переосмысление организационной и управленческой коммуникации с феминистской точки зрения» она демонстрирует, как  могут измениться интегративные переговоры, если вы внесёте в них некоторые женские уловки. Таким образом, новые тенденции характеризуются повышенным разнообразием тех подходов к ведению переговоров, которые используют женщины.

#### Особенности ведения кросс-культурных переговоров
Линда Патнэм считает, что обобщённое изучение культур является недостаточным условием для успешной организации межкультурных переговоров. Во много их ведение обусловлено динамикой определённой пары или группы участников. Кроме того, культура по своей природе динамична и изменяется по мере того, как изменяются события в мире. События в рамках определённой культуры в любой момент могут повлиять на поведение участника переговоров. Работая с представителями культуры переговорщикам необходимо уметь адаптироваться к ней и быть терпеливыми.
Разные культуры подходят к ведению переговоров по-разному: можно обнаружить существенные отличия в стилях коммуникации и в способах принятия решений, в ориентациях на власть и группу, в выборе слов, в ожиданиях, связанных с контрактом, а также в способах использования времени в ходе переговоров. 
Для повышения эффективности и результативности межкультурных коммерческих сделок отправным пунктом должно быть понимание того, что отличия состоят не только в том, что сказано (содержание), но и в том, как это сказано (невербальное поведение), а также в социальном контексте переговоров. Первоначальной целью должно быть избегание неправильной или излишней интерпретации сигналов, передаваемых участниками переговоров, которые представляют разные культуры.

## Основные работы
1. Grant, D., Hardy, C., & Putnam, L. L. (Eds.). (2011). Organizational Discourse Studies (3 volume set). Sage Major Works Series. Los Angles, CA: Sage Publications. Vol. 1—373,pp.;Vol. 2—442 pp.;, Vol. 3—427 pp. 

2. Putnam, L. L., & Nicotera, A. M. (Eds.). (2009). Building Theories of Organizations: The Constitutive Role of Communication. New York: Routledge/Taylor Francis, 222 pp. 

3. Putnam, L. L., & Krone, K. J. (Eds.). (2006). Organizational Communication (5 volume set). Sage Major Works Series. London: Sage Publications. Vol. 1-- 410, pp.; Vol. 2-- 358 pp., Vol. 3--90 pp.; Vol. 4--399 pp.; Vol. 5-406 pp. 

4. Grant, D., Hardy, C., Oswick, C., & Putnam, L. (Eds.). (2004). The SAGE Handbook of Organizational Discourse. London, Sage, 911 pp. 

5. Putnam, L. L., Costa, J., & Garrido, F. (Eds.). (2002). Comunicacion Empresarial: Nuevas Tendencias en Comunicacion para Potenciar la Estrategia Empresarial. Barcelona, Spain: Gestion, 121 pp. Translated into 

6. English (2003), Organizational Communication: Integrated and Emerging Perspectives. Willson & Cox Publishers, Barcelona, Spain, 154 pp. 

7. Jablin, F. M., & Putnam, L. L. (Eds.). (2001). The New Handbook of Organizational Communication. Newbury Park, CA: Sage Publications, 910 pp. Paperback, 2007; SAGE Research Methods Online, 2010. 

8. Putnam, L. L., & Roloff, M. E. (Eds.). (1992). Communication and Negotiation. Newbury Park, CA: Sage (Vol.20, Sage Annual Review Series), 294 pp. 

9. Jablin, F.; Putnam, L.; Roberts, K.; & Porter, L. (Eds.). (1987). Handbook of Organizational Communication. Beverly Hills, CA: Sage Publications, 774 pp. 

10. Putnam, L. L. & Pacanowsky, M. E. (Eds.). (1983). Communication and Organization: An Interpretive Approach. Beverly Hills, CA: Sage Publications, 300 pp. 

11. Putnam, L. L. & Glauser, M. J. (Eds.). (1980). Principles of Human Communication: A Workbook. Dubuque, Iowa: Kendall-Hunt, 259 pp. Glauser, M. J. & Putnam, L. L. (1980). Instructor’s Manual to accompany 

12. Principles of Human Communication. Dubuque, Iowa: Kendall-Hunt, 131 pp. 

13. Chartrand, B. & Putnam, L. (Eds.). (1976). Principles of Interpersonal Communication: A Reader. Dubuque, Iowa: Kendall Hunt, 164 pp.